# NGC 3676
NGC 3676 ist eine elliptische Galaxie vom Hubble-Typ E-S0 im Sternbild Becher. Sie ist schätzungsweise 217 Millionen Lichtjahre von der Milchstraße entfernt.
Das Objekt wurde im Jahre 1886 von Frank Muller entdeckt.